# 梅宮彩乃
梅宮 彩乃（うめみや あやの、1994年5月24日- ）は、日本のAV女優。プライムエージェンシー所属。
趣味:茶道。特技:着物の着付け。

## 略歴・人物
2012年9月にAVデビュー。

## 出演作品

### アダルトDVD
2012年
- 新人! お嬢さまは18才 Eカップロケットおっぱいのいやらしボディ 初花 -hatsuhana-（9月14日、KUKI）※デビュー作
- 初めての撮影現場は営業中の健康ランド! 男湯?館内?中庭?リストバンドが光ったら公衆の面前で即ハメAVデビュー!（10月6日、SODクリエイト）他出演:新垣奈穂、神戸莉々
- 「DANDY版 性交クリニック 欲求不満を顔には出さない清楚な看護師に通常業務のようにヤられた」 VOL.1（10月6日、DANDY）共演:元山はるか、春原未来、原望美 ほか[要出典]
- 目の前に止まった車の助手席にいる、すまし顔した女の胸があまりにも大きくて…（10月11日、DOC）他出演:桐谷ユリア、北川瞳
- 超密着!!夏の海でガチンコナンパ（10月11日、DOC）他出演:池田夏海、芹菜ゆき、柏木エリカ ほか[要出典]
- 高額バイトに集まってきた素人娘 vol.20（10月20日、最強）他出演:北川瞳、稲川なつめ、舞阪エリル、木下若菜、佐月麻央、小嶋千明、大西皐月、鏑木みゆ、間宮純、桐谷ユリア ほか[要出典]
- 美少女即ハメ白書 05（10月20日、ソクハメラボ）他出演:有村千佳、春原未来、大倉彩音
- kira☆kira Festival 泥酔GALS☆集団中出し -素人ナンパ海の家2012-（11月19日、kira☆kira）他出演:Sumire ほか[要出典]
- お嬢様クロニクル 4（11月23日、ONE DA FULL）
- 方言彼女 -兵庫- 神戸の一途な甘えんぼお嬢様（12月1日、胸キュン喫茶）※「アイ」名義[要出典]
- ある朝起きたら女性の着衣が透け透けになった! シースルーワールド（12月6日、ROCKET）他出演:鳳生つばき、栗田ちえり、生田さら、五十嵐純子、沙藤ユリ
- 素人セーラー服生中出し（改） 093（12月15日、プラム）※「かずは」名義[要出典]
- 大学の講義に集中する男子学生を痴漢してこい! 手を震わせながらもチ○ポを触る眼鏡女子大生!（12月20日、ナチュラルハイ）他出演:夏目優希、今井ひろの、春原未来、みなみ愛梨
- 恋夜-。【ren-ya】 Premium 第十五夜（12月21日、ONCE）

2013年
- TeenHunt #006 ティーンハント 10代ナンパin原宿（1月7日、桃太郎映像出版）[要出典]
- クチコミでしか宣伝していない自宅で夫に内緒で回春エステを営む奥様が資格がないのに濃厚サービスが超絶テクだと評判で…（1月10日、アイエナジー）他出演:稲川なつめ、中川アンナ、祐花凛 ほか[要出典]
- ホットプレゼンツ 奥手な貴方へ贈る… 綺麗な上に感度もバッチリなお姉さんがしてくれる燃え上がってしまう筆下ろし 3（1月10日、ホットエンターテイメント）他出演:橘早苗、望月伊織、飯島えりか、平山こずえ[要出典]
- 過激すぎるド素人娘 4時間スペシャル 3（1月11日、S級素人）他出演:三島慧、椿すず、成宮ひより、月本衣織、遠藤みちる
- 濡れた髪を初めて見せてくれた君 #16（1月25日、ONE DA FULL）
- W痴女 -発情したオンナ達-（3月25日、美）共演:東尾真子
- セックスアート・オンライン（3月25日、CMP）他出演:大槻ひびき、沢田あいり
- kira☆kira BLACK GAL 黒ギャルW潮吹き -自宅に押し掛けぶっかけ絶頂潮-（4月19日、kira☆kira）共演:さとう遥希
- ガチ本番!! 新婚若妻ナンパ即挿入!! in京急線沿線（5月10日、S級素人）他出演:真希レイラ、堀内かえで、星野あかり、ちとせりこ、月本衣織、笹木晴、成宮ひより、保坂えり[要出典]